# Виланоче (Ђенова)
Виланоче је насеље у Италији у округу Ђенова, региону Лигурија.
Према процени из 2011. у насељу је живело 126 становника. Насеље се налази на надморској висини од 864 м.